# 825
Portal Geschichte | Portal Biografien | Aktuelle Ereignisse | Jahreskalender | Tagesartikel

◄ |
8. Jahrhundert |
9. Jahrhundert
| 10. Jahrhundert | ►

◄ |
790er |
800er |
810er |
820er
| 830er | 840er | 850er | ►

◄◄ |
◄ |
821 |
822 |
823 |
824 |
825
| 826 | 827 | 828 | 829 | ► | ►►
Staatsoberhäupter  · Nekrolog
| Januar | Januar | Januar | Januar | Januar | Januar | Januar | Januar |
| Kw     | Mo     | Di     | Mi     | Do     | Fr     | Sa     | So     |
| ------ | ------ | ------ | ------ | ------ | ------ | ------ | ------ |
| 52     |        |        |        |        |        |        | 1      |
| 1      | 2      | 3      | 4      | 5      | 6      | 7      | 8      |
| 2      | 9      | 10     | 11     | 12     | 13     | 14     | 15     |
| 3      | 16     | 17     | 18     | 19     | 20     | 21     | 22     |
| 4      | 23     | 24     | 25     | 26     | 27     | 28     | 29     |
| 5      | 30     | 31     |        |        |        |        |        |

| Februar | Februar | Februar | Februar | Februar | Februar | Februar | Februar |
| Kw      | Mo      | Di      | Mi      | Do      | Fr      | Sa      | So      |
| ------- | ------- | ------- | ------- | ------- | ------- | ------- | ------- |
| 5       |         |         | 1       | 2       | 3       | 4       | 5       |
| 6       | 6       | 7       | 8       | 9       | 10      | 11      | 12      |
| 7       | 13      | 14      | 15      | 16      | 17      | 18      | 19      |
| 8       | 20      | 21      | 22      | 23      | 24      | 25      | 26      |
| 9       | 27      | 28      |         |         |         |         |         |

| März | März | März | März | März | März | März | März |
| Kw   | Mo   | Di   | Mi   | Do   | Fr   | Sa   | So   |
| ---- | ---- | ---- | ---- | ---- | ---- | ---- | ---- |
| 9    |      |      | 1    | 2    | 3    | 4    | 5    |
| 10   | 6    | 7    | 8    | 9    | 10   | 11   | 12   |
| 11   | 13   | 14   | 15   | 16   | 17   | 18   | 19   |
| 12   | 20   | 21   | 22   | 23   | 24   | 25   | 26   |
| 13   | 27   | 28   | 29   | 30   | 31   |      |      |

| April | April | April | April | April | April | April | April |
| Kw    | Mo    | Di    | Mi    | Do    | Fr    | Sa    | So    |
| ----- | ----- | ----- | ----- | ----- | ----- | ----- | ----- |
| 13    |       |       |       |       |       | 1     | 2     |
| 14    | 3     | 4     | 5     | 6     | 7     | 8     | 9     |
| 15    | 10    | 11    | 12    | 13    | 14    | 15    | 16    |
| 16    | 17    | 18    | 19    | 20    | 21    | 22    | 23    |
| 17    | 24    | 25    | 26    | 27    | 28    | 29    | 30    |

| Mai | Mai | Mai | Mai | Mai | Mai | Mai | Mai |
| Kw  | Mo  | Di  | Mi  | Do  | Fr  | Sa  | So  |
| --- | --- | --- | --- | --- | --- | --- | --- |
| 18  | 1   | 2   | 3   | 4   | 5   | 6   | 7   |
| 19  | 8   | 9   | 10  | 11  | 12  | 13  | 14  |
| 20  | 15  | 16  | 17  | 18  | 19  | 20  | 21  |
| 21  | 22  | 23  | 24  | 25  | 26  | 27  | 28  |
| 22  | 29  | 30  | 31  |     |     |     |     |

| Juni | Juni | Juni | Juni | Juni | Juni | Juni | Juni |
| Kw   | Mo   | Di   | Mi   | Do   | Fr   | Sa   | So   |
| ---- | ---- | ---- | ---- | ---- | ---- | ---- | ---- |
| 22   |      |      |      | 1    | 2    | 3    | 4    |
| 23   | 5    | 6    | 7    | 8    | 9    | 10   | 11   |
| 24   | 12   | 13   | 14   | 15   | 16   | 17   | 18   |
| 25   | 19   | 20   | 21   | 22   | 23   | 24   | 25   |
| 26   | 26   | 27   | 28   | 29   | 30   |      |      |

| Juli | Juli | Juli | Juli | Juli | Juli | Juli | Juli |
| Kw   | Mo   | Di   | Mi   | Do   | Fr   | Sa   | So   |
| ---- | ---- | ---- | ---- | ---- | ---- | ---- | ---- |
| 26   |      |      |      |      |      | 1    | 2    |
| 27   | 3    | 4    | 5    | 6    | 7    | 8    | 9    |
| 28   | 10   | 11   | 12   | 13   | 14   | 15   | 16   |
| 29   | 17   | 18   | 19   | 20   | 21   | 22   | 23   |
| 30   | 24   | 25   | 26   | 27   | 28   | 29   | 30   |
| 31   | 31   |      |      |      |      |      |      |

| August | August | August | August | August | August | August | August |
| Kw     | Mo     | Di     | Mi     | Do     | Fr     | Sa     | So     |
| ------ | ------ | ------ | ------ | ------ | ------ | ------ | ------ |
| 31     |        | 1      | 2      | 3      | 4      | 5      | 6      |
| 32     | 7      | 8      | 9      | 10     | 11     | 12     | 13     |
| 33     | 14     | 15     | 16     | 17     | 18     | 19     | 20     |
| 34     | 21     | 22     | 23     | 24     | 25     | 26     | 27     |
| 35     | 28     | 29     | 30     | 31     |        |        |        |

| September | September | September | September | September | September | September | September |
| Kw        | Mo        | Di        | Mi        | Do        | Fr        | Sa        | So        |
| --------- | --------- | --------- | --------- | --------- | --------- | --------- | --------- |
| 35        |           |           |           |           | 1         | 2         | 3         |
| 36        | 4         | 5         | 6         | 7         | 8         | 9         | 10        |
| 37        | 11        | 12        | 13        | 14        | 15        | 16        | 17        |
| 38        | 18        | 19        | 20        | 21        | 22        | 23        | 24        |
| 39        | 25        | 26        | 27        | 28        | 29        | 30        |           |

| Oktober | Oktober | Oktober | Oktober | Oktober | Oktober | Oktober | Oktober |
| Kw      | Mo      | Di      | Mi      | Do      | Fr      | Sa      | So      |
| ------- | ------- | ------- | ------- | ------- | ------- | ------- | ------- |
| 39      |         |         |         |         |         |         | 1       |
| 40      | 2       | 3       | 4       | 5       | 6       | 7       | 8       |
| 41      | 9       | 10      | 11      | 12      | 13      | 14      | 15      |
| 42      | 16      | 17      | 18      | 19      | 20      | 21      | 22      |
| 43      | 23      | 24      | 25      | 26      | 27      | 28      | 29      |
| 44      | 30      | 31      |         |         |         |         |         |

| November | November | November | November | November | November | November | November |
| Kw       | Mo       | Di       | Mi       | Do       | Fr       | Sa       | So       |
| -------- | -------- | -------- | -------- | -------- | -------- | -------- | -------- |
| 44       |          |          | 1        | 2        | 3        | 4        | 5        |
| 45       | 6        | 7        | 8        | 9        | 10       | 11       | 12       |
| 46       | 13       | 14       | 15       | 16       | 17       | 18       | 19       |
| 47       | 20       | 21       | 22       | 23       | 24       | 25       | 26       |
| 48       | 27       | 28       | 29       | 30       |          |          |          |

| Dezember | Dezember | Dezember | Dezember | Dezember | Dezember | Dezember | Dezember |
| Kw       | Mo       | Di       | Mi       | Do       | Fr       | Sa       | So       |
| -------- | -------- | -------- | -------- | -------- | -------- | -------- | -------- |
| 48       |          |          |          |          | 1        | 2        | 3        |
| 49       | 4        | 5        | 6        | 7        | 8        | 9        | 10       |
| 50       | 11       | 12       | 13       | 14       | 15       | 16       | 17       |
| 51       | 18       | 19       | 20       | 21       | 22       | 23       | 24       |
| 52       | 25       | 26       | 27       | 28       | 29       | 30       | 31       |

| Januar | Januar | Januar | Januar | Januar | Januar | Januar | Januar |
| Kw     | Mo     | Di     | Mi     | Do     | Fr     | Sa     | So     |
| ------ | ------ | ------ | ------ | ------ | ------ | ------ | ------ |
| 52     |        |        |        |        |        |        | 1      |
| 1      | 2      | 3      | 4      | 5      | 6      | 7      | 8      |
| 2      | 9      | 10     | 11     | 12     | 13     | 14     | 15     |
| 3      | 16     | 17     | 18     | 19     | 20     | 21     | 22     |
| 4      | 23     | 24     | 25     | 26     | 27     | 28     | 29     |
| 5      | 30     | 31     |        |        |        |        |        |

| Februar | Februar | Februar | Februar | Februar | Februar | Februar | Februar |
| Kw      | Mo      | Di      | Mi      | Do      | Fr      | Sa      | So      |
| ------- | ------- | ------- | ------- | ------- | ------- | ------- | ------- |
| 5       |         |         | 1       | 2       | 3       | 4       | 5       |
| 6       | 6       | 7       | 8       | 9       | 10      | 11      | 12      |
| 7       | 13      | 14      | 15      | 16      | 17      | 18      | 19      |
| 8       | 20      | 21      | 22      | 23      | 24      | 25      | 26      |
| 9       | 27      | 28      |         |         |         |         |         |

| März | März | März | März | März | März | März | März |
| Kw   | Mo   | Di   | Mi   | Do   | Fr   | Sa   | So   |
| ---- | ---- | ---- | ---- | ---- | ---- | ---- | ---- |
| 9    |      |      | 1    | 2    | 3    | 4    | 5    |
| 10   | 6    | 7    | 8    | 9    | 10   | 11   | 12   |
| 11   | 13   | 14   | 15   | 16   | 17   | 18   | 19   |
| 12   | 20   | 21   | 22   | 23   | 24   | 25   | 26   |
| 13   | 27   | 28   | 29   | 30   | 31   |      |      |

| April | April | April | April | April | April | April | April |
| Kw    | Mo    | Di    | Mi    | Do    | Fr    | Sa    | So    |
| ----- | ----- | ----- | ----- | ----- | ----- | ----- | ----- |
| 13    |       |       |       |       |       | 1     | 2     |
| 14    | 3     | 4     | 5     | 6     | 7     | 8     | 9     |
| 15    | 10    | 11    | 12    | 13    | 14    | 15    | 16    |
| 16    | 17    | 18    | 19    | 20    | 21    | 22    | 23    |
| 17    | 24    | 25    | 26    | 27    | 28    | 29    | 30    |

| Mai | Mai | Mai | Mai | Mai | Mai | Mai | Mai |
| Kw  | Mo  | Di  | Mi  | Do  | Fr  | Sa  | So  |
| --- | --- | --- | --- | --- | --- | --- | --- |
| 18  | 1   | 2   | 3   | 4   | 5   | 6   | 7   |
| 19  | 8   | 9   | 10  | 11  | 12  | 13  | 14  |
| 20  | 15  | 16  | 17  | 18  | 19  | 20  | 21  |
| 21  | 22  | 23  | 24  | 25  | 26  | 27  | 28  |
| 22  | 29  | 30  | 31  |     |     |     |     |

| Juni | Juni | Juni | Juni | Juni | Juni | Juni | Juni |
| Kw   | Mo   | Di   | Mi   | Do   | Fr   | Sa   | So   |
| ---- | ---- | ---- | ---- | ---- | ---- | ---- | ---- |
| 22   |      |      |      | 1    | 2    | 3    | 4    |
| 23   | 5    | 6    | 7    | 8    | 9    | 10   | 11   |
| 24   | 12   | 13   | 14   | 15   | 16   | 17   | 18   |
| 25   | 19   | 20   | 21   | 22   | 23   | 24   | 25   |
| 26   | 26   | 27   | 28   | 29   | 30   |      |      |

| Juli | Juli | Juli | Juli | Juli | Juli | Juli | Juli |
| Kw   | Mo   | Di   | Mi   | Do   | Fr   | Sa   | So   |
| ---- | ---- | ---- | ---- | ---- | ---- | ---- | ---- |
| 26   |      |      |      |      |      | 1    | 2    |
| 27   | 3    | 4    | 5    | 6    | 7    | 8    | 9    |
| 28   | 10   | 11   | 12   | 13   | 14   | 15   | 16   |
| 29   | 17   | 18   | 19   | 20   | 21   | 22   | 23   |
| 30   | 24   | 25   | 26   | 27   | 28   | 29   | 30   |
| 31   | 31   |      |      |      |      |      |      |

| August | August | August | August | August | August | August | August |
| Kw     | Mo     | Di     | Mi     | Do     | Fr     | Sa     | So     |
| ------ | ------ | ------ | ------ | ------ | ------ | ------ | ------ |
| 31     |        | 1      | 2      | 3      | 4      | 5      | 6      |
| 32     | 7      | 8      | 9      | 10     | 11     | 12     | 13     |
| 33     | 14     | 15     | 16     | 17     | 18     | 19     | 20     |
| 34     | 21     | 22     | 23     | 24     | 25     | 26     | 27     |
| 35     | 28     | 29     | 30     | 31     |        |        |        |

| September | September | September | September | September | September | September | September |
| Kw        | Mo        | Di        | Mi        | Do        | Fr        | Sa        | So        |
| --------- | --------- | --------- | --------- | --------- | --------- | --------- | --------- |
| 35        |           |           |           |           | 1         | 2         | 3         |
| 36        | 4         | 5         | 6         | 7         | 8         | 9         | 10        |
| 37        | 11        | 12        | 13        | 14        | 15        | 16        | 17        |
| 38        | 18        | 19        | 20        | 21        | 22        | 23        | 24        |
| 39        | 25        | 26        | 27        | 28        | 29        | 30        |           |

| Oktober | Oktober | Oktober | Oktober | Oktober | Oktober | Oktober | Oktober |
| Kw      | Mo      | Di      | Mi      | Do      | Fr      | Sa      | So      |
| ------- | ------- | ------- | ------- | ------- | ------- | ------- | ------- |
| 39      |         |         |         |         |         |         | 1       |
| 40      | 2       | 3       | 4       | 5       | 6       | 7       | 8       |
| 41      | 9       | 10      | 11      | 12      | 13      | 14      | 15      |
| 42      | 16      | 17      | 18      | 19      | 20      | 21      | 22      |
| 43      | 23      | 24      | 25      | 26      | 27      | 28      | 29      |
| 44      | 30      | 31      |         |         |         |         |         |

| November | November | November | November | November | November | November | November |
| Kw       | Mo       | Di       | Mi       | Do       | Fr       | Sa       | So       |
| -------- | -------- | -------- | -------- | -------- | -------- | -------- | -------- |
| 44       |          |          | 1        | 2        | 3        | 4        | 5        |
| 45       | 6        | 7        | 8        | 9        | 10       | 11       | 12       |
| 46       | 13       | 14       | 15       | 16       | 17       | 18       | 19       |
| 47       | 20       | 21       | 22       | 23       | 24       | 25       | 26       |
| 48       | 27       | 28       | 29       | 30       |          |          |          |

| Dezember | Dezember | Dezember | Dezember | Dezember | Dezember | Dezember | Dezember |
| Kw       | Mo       | Di       | Mi       | Do       | Fr       | Sa       | So       |
| -------- | -------- | -------- | -------- | -------- | -------- | -------- | -------- |
| 48       |          |          |          |          | 1        | 2        | 3        |
| 49       | 4        | 5        | 6        | 7        | 8        | 9        | 10       |
| 50       | 11       | 12       | 13       | 14       | 15       | 16       | 17       |
| 51       | 18       | 19       | 20       | 21       | 22       | 23       | 24       |
| 52       | 25       | 26       | 27       | 28       | 29       | 30       | 31       |

## Ereignisse

### Politik und Weltgeschehen
- September: In der Schlacht von Ellandun fügt Egbert von Wessex dem Heer des Beornwulf von Mercia eine vernichtende Niederlage zu. Daraufhin erhebt sich das Königreich Ostanglien gegen die Herrschaft Mercias.
- Cumbel und Füllinsdorf werden zum ersten Mal urkundlich erwähnt.
- Ein muslimischer Versuch, Coimbra und Viseu zu erobern, scheitert.
- Um 825 kommt Grímur Kamban als erster Landnahmemann auf die Färöer. Damit beginnt die Wikingerzeit auf den Färöern (bis 1035).

### Wissenschaft und Kultur
- Der Malayalam-Kalender beginnt.
- Kaiser Lothar I. gründet in Pavia eine Rhetorikschule.
- In Bagdad wird von dem Abbasiden-Kalifen al-Ma'mūn das Haus der Weisheit gegründet. Als Vorbild dient die wesentlich ältere Akademie von Gundischapur. Im Haus der Weisheit arbeiten 90 Menschen an wissenschaftlichen Übersetzungen, vor allem aus dem Griechischen in die arabische Sprache. Weiters befinden sich dort ein Observatorium, eine Akademie und eine reichhaltige Bibliothek sowie ein Krankenhaus.
- Um 825 erscheint das mathematische Lehrbuch Hisab al-dschabr wa-l-muqabala (deutsch etwa Wissenschaft der Reduktion und des gleichzeitigen Aufhebens), das als eine „Geburtsstunde der klassischen Algebra“ gelten kann.

### Religion
- um 825: Gisela, die Tochter des ostfälischen Stammesfürsten Hessi, gründet das Kloster Wendhusen.

## Geboren
- Ariwara no Narihira, japanischer Dichter († 880)
- Ludwig II., fränkischer Kaiser und König von Italien († 875)
- Muhammad ibn ʿĪsā at-Tirmidhī, islamischer Gelehrter († 892)
- 825/830: Karl von Aquitanien, Erzbischof von Mainz († 863)
- 825/835: Salomon, Fürst der Bretonen († 874)

## Gestorben
- 000Januar: as-Saiyida Nafīsa, islamische Volksheilige (* 760)
- 16. November: Waltger, sächsischer Adeliger, Klostergründer und Heiliger der katholischen Kirche
- 28. Dezember: Haistulph, Erzbischof von Mainz
- Beornwulf, König von Mercia
- Bischr ibn al-Muʿtamir, islamischer Theologe
- Ida von Herzfeld, deutsche Kirchenstifterin und Heilige (* um 770/775)
- um 825: Rampó, Graf von Barcelona (* um 770)